# Work Rest and Play
Work Rest and Play è un EP del gruppo musicale ska britannico dei Madness, pubblicato nel 1980.
L'EP ha trascinato il successo del singolo Night Boat to Cairo.
La versione pubblicata in Italia del disco non contiene il brano Deceives the Eye, sostituito da Un passo in avanti, cioè One step beyond con il testo in italiano.

## Tracce
Lato 1
1. Night Boat to Cairo - 3:30
2. Deceives the Eye - 1:58

Lato 2
1. The Young and the Old - 2:03
2. Don't Quote Me on That - 4:31

## Formazione
- Graham McPherson (Suggs) – voce
- Mike Barson (Monsieur Barso) – tastiere
- Chris Foreman (Chrissie Boy) – chitarre
- Mark Bedford (Bedders) – basso
- Lee Thompson (Kix) – sassofono
- Daniel Woodgate (Woody) - batteri
- Cathal Smyth (Chas Smash) – cori, voce (Don't Quote Me on That)